# سیارک ۱۵۸۴۹
سیارک ۱۵۸۴۹ (به انگلیسی: 15849 Billharper، نامگذاری:1995YM10) پانزده هزار و هشتصد و چهل و نهمین سیارک کشف شده‌است که در ۱۸ دسامبر ۱۹۹۵ کشف شد.
قدر مطلق سیارک برابر ۱۷.۰ است.